# شهرک واوان
شهرک واوان واقع در شهرستان اسلامشهر، در ۱۲ کیلومتری تهران و حدود ۸ کیلومتری فرودگاه امام خمینی واقع شده. شهرک واوان متصل به شاهراه اتوبان قم می‌باشد.

## تاریخ
قدمت تپه واوان به دوران فرمانروایی ساسانیان رسیده‌است. تپه دارای دو لایه بوده که لایه زیرین آن مربوط به عصر ساسانی و لایه‌های بالایی آن به دوره آل بویه و سلجوقیان مرتبط است.

### قبل از انقلاب
نقشه‌کشی این شهرک به زمان قبل از انقلاب ۱۳۵۷ برمیگردد زمانی که محمدرضا شاه برای گردآوری سفارتخانه‌های موجود در ایران به دنبال مکانی در خور سفیران می‌گشت، از این رو چون مکان مورد نظر را نیافت با بررسی‌های فراوان و با توجه نزدیک بودن واوان به تهران و منطقه مناسب و خالی از سکنه، این شهرک را انتخاب نمود و تا مرحله نقشه‌کشی و ساخت و ساز چند بنا در این شهرک، انقلاب رخ داد و نقش واوان در مرکز سفارتخانه‌های موجود در ایران به فراموشی سپرده شد.

### بعد از انقلاب
بعد از انقلاب با به جا ماندن نقشه‌های این شهرک دولت کار نیمه تمام ساخت و ساز را به عنوان شهرکی مسکونی ادامه داد.

## ساختار شهری
خیابان‌های اصلی شهرک واوان دارای یک خیابان دوطرفه عریض چهار بانده و دو کندرو در طرفین می‌باشد، میدان اصلی شهر میدان امام خمینی می‌باشد. در گذشته واوان دارای ۴ فاز بود، که فازهای ۱ و۴ مختص خانه‌های ویلایی بود ولی در فاز ۲و۳ کمتر ویلایی وجود داشت و بیشتر آپارتمان بود. با گذشت زمان و افزایش جمعیت تهران، واوان رشد چشمگیری داشته‌است، در صورتی که بیشتر مناطق این شهرک در سالهای گذشته بیابانی بوده ولی بیابان‌ها تبدیل محله‌های جدید، مرکز خرید و آپارتمان‌های مسکونی شدند. چون مردم بومی ندارد و فرهنگ آن متفاوت با نقاط مختلف اسلامشهر و اطراف می‌باشد.

## امکانات رفاهی
در شهرک واوان تعدادی پاساژ، فضای سبز، درمانگاه و داروخانه وجود دارد. پاسگاه نیروی انتظامی کلانتری ۱۲ واوان در این شهرک وجود دارد. مرکز پلیس راهنمایی و رانندگی شهرستان اسلامشهر روبروی کلانتری واوان قرار دارد. تعدادی مدرسه، آموزشگاه زبان، باشگاه چندمنظوره ورزشی،زمین تنیس  پارک‌ها و فضای سبزهای متعدد از جمله پارک پرندگان. کافه، رستوران و فست فود در این شهرک وجود دارد.